# Big Yellow Taxi
"Big Yellow Taxi" är en låt komponerad och lanserad av Joni Mitchell 1970. Låten är en av Mitchells mest kända och blev en hitsingel i flera länder 1970. Den togs också med på hennes album Ladies of the Canyon. En ny version av låten finns med på Mitchells album Shine från 2007. Bland andra som har spelat in låten kan nämnas Bob Dylan (albumet Dylan), Máire Brennan, Amy Grant, och Counting Crows.
Mitchell har berättat att hon skrev sången då hon rest till Hawaii för första gången. Efter att ha sovit på hotell såg hon ut genom fönstret och såg gröna berg långt bort, men nedanför en stor parkeringsplats. Det gjorde henne illa till mods och hon skrev sången, som bland annat innehåller orden: "They paved paradise to put up a parking lot" ("De asfalterade paradiset och byggde en parkering").

## Listplaceringar
- Billboard Hot 100, USA: #67 (nådde senare plats 24 i en liveversion 1975)[2]
- UK Singles Chart, Storbritannien: #11[3]
- Nederländerna: #19[4]